# Josep Torrademé Moliné
Josep Torrademé Moliné (El Perelló, 17 de desembre de 1878 - Tortosa, 31 d'octubre de 1948) fou un metge del Perelló i el primer director del Dispensari Antipalúdic de l'Aldea-Amposta.
Torrademé va estar al capdavant de les tasques investigadores dutes al Delta de l'Ebre per lluitar contra les malalties que ocasionaven una gran mortalitat, com el paludisme o malária, la leishmaniosi o kala-azar, entre d'altres. Aquestes investigacions el duguerem a exercir els càrrecs més importants dintre les institucions catalanes de l'època que lluitaven per erradicar aquestes malalties, com el de director del Dispensari Antipalúdic de l'Aldea-Amposta, ser membre del Consell Tècnic de Sanitat, de les juntes de Sanitat de Tarragona i de Catalunya, relacionar-se amb les principals personalitats científiques de l'època en la matèria, com el Dr. Gustavo Pittaluga, a més de participar en diversos congressos internacionals i impartir diverses conferències en prestigioses institucions mèdiques.
La inquietud per l'estudi del kala-azar portà Josep Torrademé a cursar el doctorat en medicina a la Universidad Central de Madrid, obtenint el títol de doctor el 28 de novembre de 1914. La tesi doctoral versà sobre "El Kala-Azar infantil en el término municipal de Perelló, provincia de Tarragona, partido judicial de Tortosa. Estudio clínico".
Políticament, Josep Torradamé es va manifestar públicament com a home republicà i d'esquerres, i va ser escollit vocal de la Organización Republicana del Perelló. Durant la Guerra Civil Espanyola, Torradamé hagué de paralitzar la seva tasca d'investigació antipalúdica que desenvolupava al Dispensari de l'Aldea-Amposta, centrant-se a atendre els ferits de la guerra, sobretot a partir que es produeixen els bombardejos de l'aviació franquista sobre el Perelló. Josep Torrademé es va exiliar a França, abans de l'arribada de les tropes franquistes al Perelló el 14 de gener de 1939, retornant a l'abril de 1940. El 20 de maig de 1941 el Tribunal Regional de Responsabilitats Polítiques de Barcelona va confirmar la condemna de Josep Torredemé a multa i al confinament fora de Catalunya, a Sueca (València). El 19 d'octubre de 1943 se li notificà que, revisada la seva causa judicial, el Jutjat Militar de Tortosa havia sentenciat l'11 d'octubre la seva lliure absolució i llibertat definitiva per falta de proves en contra d'ell. Malalt d'Alzheimer, viurà fins a la seva mort a Tortosa.